# Zahrt
Zahrt je naselje u Hrvatskoj u općini Brod Moravice. Nalazi se u Primorsko-goranskoj županiji.

## Zemljopis
Sjeverozapadno su Pauci, Šepci Podstenski i Podstene, jugoistočno su Čučak, Lokvica i Brod Moravice, istočno su Moravička Sela, Delači, Maklen i Gornji Kuti.

## Stanovništvo
| broj stanovnika | 41    | 38    | 34    | 28    | 24    | 19    | 34    | 47    | 32    | 32    | 27    | 26    | 16    | 5     | 3     | 5     | 3     |
|                 | 1857. | 1869. | 1880. | 1890. | 1900. | 1910. | 1921. | 1931. | 1948. | 1953. | 1961. | 1971. | 1981. | 1991. | 2001. | 2011. | 2021. |